# Eurovision Song Contest 1991

Deltagande länder.
Länder som tävlat förut men inte deltog 1991.

Eurovision Song Contest 1991 sändes den 4 maj 1991 från Rai Studio 15 di Cinecittà i Rom, Italien, i och med att landet året innan vunnit med låten "Insieme:1992" av Toto Cutugno som detta år var programledare tillsammans med Gigliola Cinquetti. Vinnare blev Sverige med bidraget "Fångad av en stormvind" som framfördes av Carola Häggkvist. 
Svensk kommentator var Harald Treutiger som programledde finalen året därpå. Varje bidrag presenterades med att deltagarna fick sjunga ett italienskt musikstycke på ett videovykort. 
För nionde gången med nuvarande poängsystem fick ett land noll poäng och det land som drabbades var Österrike, representerat av Thomas Forstner med den stillsamma balladen "Venedig im Regen".
För första gången sedan 1970-talet deltog Malta i Eurovision Song Contest då Nederländerna valt att inte delta på grund av en nationell helgdag. Malta slutade på en sjätte plats och fick av den anledningen chansen att delta följande år, och gjorde så i samtliga tävlingar under 1990-talet.

## Arrangemanget

### Bidragen
| Nr | Land           | Artist                            | Sång                                      | Placering | Poäng |
| -- | -------------- | --------------------------------- | ----------------------------------------- | --------- | ----- |
| 1  | Jugoslavien    | Bebi Dol                          | Brazil                                    | 21        | 1     |
| 2  | Island         | Stefán & Eyfi                     | Draumur um Nínu                           | 15        | 26    |
| 3  | Malta          | Paul Giordimaina & Georgina Abela | Could It Be?                              | 6         | 106   |
| 4  | Grekland       | Sophia Vossou                     | Anixi                                     | 13        | 36    |
| 5  | Schweiz        | Sandra Simó                       | Canzone per te                            | 5         | 118   |
| 6  | Österrike      | Thomas Forstner                   | Venedig im Regen                          | 22        | 0     |
| 7  | Luxemburg      | Sarah Bray                        | Un baiser volé                            | 14        | 29    |
| 8  | Sverige        | Carola                            | Fångad av en stormvind                    | 1         | 146   |
| 9  | Frankrike      | Amina                             | C'est le dernier qui a parlé qui a raison | 2         | 146   |
| 10 | Turkiet        | Can, Izel & Reyhan                | İki Dakika                                | 12        | 44    |
| 11 | Irland         | Kim Jackson                       | Could It Be That I'm in Love              | 10        | 47    |
| 12 | Portugal       | Dulce Pontes                      | Lusitana paixão                           | 8         | 62    |
| 13 | Danmark        | Anders Frandsen                   | Lige der hvor hjertet slår                | 19        | 8     |
| 14 | Norge          | Just 4 fun                        | Mrs. Thompson                             | 17        | 14    |
| 15 | Israel         | Duo Datz                          | Kaan                                      | 3         | 139   |
| 16 | Finland        | Kaija                             | Hullu yö                                  | 20        | 6     |
| 17 | Tyskland       | Atlantis 2000                     | Dieser Traum darf niemals sterben         | 18        | 10    |
| 18 | Belgien        | Clouseau                          | Geef het op                               | 16        | 23    |
| 19 | Spanien        | Sergio Dalma                      | Bailar pegados                            | 4         | 119   |
| 20 | Storbritannien | Samantha Janus                    | A Message to Your Heart                   | 11        | 47    |
| 21 | Cypern         | Elena Patroklou                   | S.O.S.                                    | 9         | 60    |
| 22 | Italien        | Peppino di Capri                  | come dolce e´mare                         | 7         | 89    |

### Omröstningen
Omröstningen blev mycket komplicerad, både på grund av slarv och av tekniska fel. Vid flera tillfällen pratade programledarna med varandra samtidigt som representanterna för varje land försökte avlägga rösterna. Detta ledde till flera fel där röstkontrollanten Frank Naef fick rycka in flera gånger och korrigera poängen. När Turkiet skulle kontaktas fick man tekniska problem och det var ett tag frågan om att låta omröstningen gå vidare och låta Turkiet återkomma sist. Även under själva samtalet höll kontakten med landet på att försvinna. Med facit i hand var det tur för Sverige att man fick tag i Turkiet; hade inte det hänt hade Frankrike vunnit.
Omröstningen blev en riktig rysare och Sveriges seger var långt ifrån självklar. Israel tog ledningen efter första omgången samtidigt som Sverige länge höll sig runt femte plats. Frankrike tog över ledningen vid sjätte röstningsomgången med Spanien, Israel och Sverige tätt bakom sig. Spanien tog ledningen i omgången efter och behöll denna fram till tionde omgången då Israel gick om på nytt samtidigt som Sverige började klättra i resultatlistan. Detta pendlade tillbaka till Spanien två omgångar senare, sedan tillbaka till Israel en gång till. Vid sjuttonde omröstningen gick ledningen över till Sverige. Inför sista omgången ledde Sverige med sju poäng före Israel och tolv poäng före Frankrike. Italien som var sist att rösta avslutade med att ge Frankrike tolv poäng samtidigt som Israel och Sverige inte fick några poäng alls. Därmed blev resultatet oavgjort för första gången sedan 1969. Frank Naef fick kopplas in och han tilldömde Sverige segern i och med att landet hade fått fler tiopoängare än Frankrike efter det att länderna hade fått lika många tolvor var.
| Plats | Land      | Poäng | Antal 12-poängare | Antal 10-poängare | Röster från respektive land |
| ----- | --------- | ----- | ----------------- | ----------------- | --------------------------- |
| 1     | Sverige   | 146   | 4                 | 5                 | 17 av 21                    |
| 2     | Frankrike | 146   | 4                 | 2                 | 18 av 21                    |

Regeln om att först räkna flest 12-poängare (därefter 10-poängare, och så vidare) kom senare att avskaffas. Sedan 2004 gäller regeln att om två eller fler bidrag får samma totalpoängsumma avgörs det först och främst genom hur många röstande länder som respektive bidrag fått poäng ifrån. Först därefter räknas antalet 12-poängare, 10-poängare, 8-poängare osv. Hade nuvarande regler gällt även 1991 hade Frankrike vunnit då landet fick poäng från 18 länder medan Sverige fick poäng från 17 länder.
En anledning till att Jugoslavien endast fick en 21:a plats i tävlingen påstås vara på grund av de politiska spänningarna i Jugoslavien vid tävlingstillfället. Bara två dagar innan tävlingen inträffade Borovo Selo-massakern, där 12 kroatiska polismän och 3 serber miste livet. Under en presskonferens i samband med massakern hade Bebi Dol fått många känsliga och obekväma frågor angående den politiska situationen i Jugoslavien. Men det finns också andra förklaringar till Bebi Dols låga placering; man hade bland annat skrivit om texten i hennes låt och ändrat det instrumentala arrangemanget så att det inte längre lät som det bidrag som hon vann med i Sarajevo. Under repetitionerna innan tävlingen fanns inte heller hela orkestern på plats och delar av bidraget och dess arrangemang kunde inte övas in.
| Röster (→) Bidrag (↓) | Totalt | YU | IS | MT | GR | CH | AT | LU | SE | FR | TR | IE | PT | DK | NO | IL | FI | DE | BE | ES | UK | CY | IT |
| --------------------- | ------ | -- | -- | -- | -- | -- | -- | -- | -- | -- | -- | -- | -- | -- | -- | -- | -- | -- | -- | -- | -- | -- | -- |
| Jugoslavien           | 1      |    | –  | 1  | –  | –  | –  | –  | –  | –  | –  | –  | –  | –  | –  | –  | –  | –  | –  | –  | –  | –  | –  |
| Island                | 26     | –  |    | –  | –  | 4  | –  | –  | 10 | –  | –  | –  | –  | –  | –  | –  | –  | 5  | –  | –  | –  | –  | 7  |
| Malta                 | 106    | 1  | –  |    | 2  | 6  | 4  | 10 | 12 | 2  | 7  | 12 | 7  | –  | 6  | –  | –  | 10 | 4  | 6  | 7  | –  | 10 |
| Grekland              | 36     | 4  | –  | 5  |    | –  | 2  | –  | –  | –  | –  | 1  | –  | –  | 1  | 4  | 1  | –  | 1  | 5  | –  | 10 | 2  |
| Schweiz               | 118    | 5  | 5  | –  | 7  |    | 8  | 12 | 8  | 4  | 2  | 2  | 6  | 5  | 3  | 8  | 5  | 6  | 12 | –  | 8  | 8  | 4  |
| Österrike             | 0      | –  | –  | –  | –  | –  |    | –  | –  | –  | –  | –  | –  | –  | –  | –  | –  | –  | –  | –  | –  | –  | –  |
| Luxemburg             | 29     | –  | 4  | –  | –  | –  | 5  |    | 1  | –  | 3  | –  | 2  | 4  | –  | –  | –  | 3  | 2  | –  | 3  | 2  | –  |
| Sverige               | 146    | 6  | 12 | –  | –  | 10 | 10 | 7  |    | –  | 6  | 3  | 10 | 12 | 8  | 10 | 8  | 12 | 10 | 4  | 12 | 6  | –  |
| Frankrike             | 146    | 10 | 7  | 3  | 8  | 7  | 12 | –  | 5  |    | –  | 7  | 5  | –  | 12 | 12 | 10 | 8  | 7  | 8  | 6  | 7  | 12 |
| Turkiet               | 44     | –  | –  | 7  | –  | –  | –  | –  | –  | 7  |    | –  | –  | 8  | –  | 7  | –  | –  | –  | 2  | 5  | –  | 8  |
| Irland                | 47     | 3  | –  | 4  | –  | 3  | 1  | 8  | –  | –  | 4  |    | –  | 7  | –  | 1  | 2  | 2  | 5  | –  | 4  | –  | 3  |
| Portugal              | 62     | –  | 8  | –  | 4  | 1  | –  | 2  | 7  | 10 | 5  | –  |    | 1  | 2  | –  | 7  | –  | –  | 10 | –  | 4  | 1  |
| Danmark               | 8      | –  | –  | –  | –  | –  | –  | –  | 3  | –  | –  | –  | –  |    | 5  | –  | –  | –  | –  | –  | –  | –  | –  |
| Norge                 | 14     | –  | 6  | –  | –  | –  | –  | 1  | –  | –  | 1  | –  | –  | 2  |    | –  | –  | 4  | –  | –  | –  | –  | –  |
| Israel                | 139    | 12 | 10 | 8  | 5  | 8  | –  | 5  | 6  | 3  | 12 | 8  | 4  | 10 | 7  |    | 6  | –  | 8  | 12 | 10 | 5  | –  |
| Finland               | 6      | –  | 1  | –  | 1  | –  | –  | –  | –  | –  | –  | 4  | –  | –  | –  | –  |    | –  | –  | –  | –  | –  | –  |
| Tyskland              | 10     | –  | –  | –  | –  | –  | –  | –  | –  | –  | –  | –  | –  | 6  | –  | –  | –  |    | –  | 1  | –  | 3  | –  |
| Belgien               | 23     | –  | –  | –  | –  | –  | 3  | –  | 2  | 5  | –  | –  | –  | –  | –  | –  | 3  | –  |    | 3  | 2  | –  | 5  |
| Spanien               | 119    | 8  | 2  | 6  | 10 | 12 | 7  | 6  | 4  | 6  | 8  | 6  | 8  | –  | 4  | 2  | 4  | 7  | 6  |    | 1  | 12 | –  |
| Storbritannien        | 47     | –  | –  | 10 | 3  | 5  | 6  | 3  | –  | 1  | –  | –  | 1  | 3  | –  | 5  | –  | –  | 3  | –  |    | 1  | 6  |
| Cypern                | 60     | 2  | 3  | 12 | 12 | –  | –  | 4  | –  | 12 | –  | 5  | 3  | –  | –  | 6  | –  | 1  | –  | –  | –  |    | –  |
| Italien               | 89     | 7  | –  | 2  | 6  | 2  | –  | –  | –  | 8  | 10 | 10 | 12 | –  | 10 | 3  | 12 | –  | –  | 7  | –  | –  |    |

### 12-poängare
| Antal | Tävlande land | Länder som gav 12 poäng                   |
| ----- | ------------- | ----------------------------------------- |
| 4     | Frankrike     | Israel, Italien, Norge, Österrike         |
| 4     | Sverige       | Danmark, Island, Storbritannien, Tyskland |
| 3     | Cypern        | Frankrike, Grekland, Malta                |
| 3     | Israel        | Jugoslavien, Spanien, Turkiet             |
| 2     | Italien       | Finland, Portugal                         |
| 2     | Malta         | Irland, Sverige                           |
| 2     | Schweiz       | Belgien, Luxemburg                        |
| 2     | Spanien       | Cypern, Schweiz                           |

## Återkommande artister
| Artist                        | Land      | Tidigare år                               |
| ----------------------------- | --------- | ----------------------------------------- |
| Stefán Hilmarsson             | Island    | 1988 (medlem i Beathoven)                 |
| Eiríkur Hauksson (Just 4 Fun) | Norge     | 1986 (för Island, medlem i ICY)           |
| Hanne Krogh (Just 4 Fun)      | Norge     | 1971, 1985 (medlem i Bobbysocks, vinnare) |
| Carola                        | Sverige   | 1983                                      |
| Thomas Forstner               | Österrike | 1989                                      |

## Kommentatorer
- Jugoslavien - Mladen Popović (serbiska), Branko Uvodić (kroatiska), Miša Molk (slovenska)
- Island - Arthúr Björgvin Bollason
- Malta - Toni Sant
- Grekland - Dafni Bokota
- Schweiz -  Bernard Thurnheer (DRS), Lolita Morena (SSR), Emanuela Gaggini (TSI)
- Österrike - Ernst Grissemann
- Luxemburg - Valérie Sarn
- Sverige - Harald Treutiger
- Frankrike - Léon Zitrone
- Turkiet - Başak Doğru
- Irland - Pat Kenny
- Portugal - Ana do Carmo
- Danmark - Camilla Miehe-Renard
- Norge - John Andreassen & Jahn Teigen
- Israel - Ingen kommentator
- Finland - Erkki Pohjanheimo
- Tyskland - Max Schautzer
- Belgien - André Vermeulen (VRT), Claude Delacroix (RTBF)
- Spanien - Tomás Fernando Flores
- Storbritannien - Terry Wogan
- Cypern - Evi Papamichail
- Italien - Inga kommentarer (Tävlingen var på italienska)